# San Cristóbal (Santa Fé)
San Cristóbal é um município de 2ª categoria da província de Santa Fé, na Argentina.